# Ервін Кремерс
Ервін Кремерс (нім. Erwin Kremers, нар. 24 березня 1949, Менхенгладбах) — німецький футболіст, що грав на позиції нападника.
Брат-близнюк німецького футболіста Гельмута Кремерса. Разом з братом грав за «Боруссія» (Менхенгладбах), «Кікерс» (Оффенбах) і «Шальке 04», а також національну збірну ФРН. У складі збірної — чемпіон Європи.

## Клубна кар'єра
Народився 24 березня 1949 року в місті Менхенгладбах. Вихованець футбольної школи клубу «Боруссія» (Менхенгладбах). У 1967 році Геннес Вайсвайлер включив молодого гравця до заявки першої команди і 20 квітня 1968 року він дебютував в Бундеслізі в домашній зустрічі з «Гамбургом» (4:1). Тим не менше Ервін був резервним гравцем, зайнявши з командою третє місце, після чого повторив це в сезоні 1968/69. Загалом за два сезони він взявши участь у 24 матчах чемпіонату.
Влітку 1969 року Кремерс покинув Менхенгладбах і перейшов в «Кікерс» (Оффенбах). В першому сезоні він забив 7 голів в 33 матчах і допоміг команді виграти Другу Бундеслігу та вийти в елітний дивізіон. Крім того Кремерс у серпні 1970 року допоміг здобути найбільший успіх у історії «Кікерса» — клуб виграв кубок ФРН, обігравши в фіналі «Кельн» (2:1). У наступному сезоні Кремерс зіграв 25 матчів у Бундеслізі, забивши 11 голів, але не врятував команду від вильоту.
У 1971 році Кремерс разом з братом Гельмутом перейшов до клубу «Шальке 04». Ервін дебютував за клуб 14 серпня 1971 року у матчі проти клубу «Ганновер 96». У 1972 році з «Шальке» Кремерс виграв свій другий Кубок ФРН (5:0 у фіналі проти «Кайзерслаутерна») і став віце-чемпіоном країни. У 1977 році він став ще раз віце-чемпіоном Бундесліги, а у 1979 році закінчив свою футбольну кар'єру через травми. В цілому за «Шальке» він зіграв 212 матчів і забив 50 голів у Бундеслізі.

## Виступи за збірну
26 травня 1972 року дебютував в офіційних іграх у складі національної збірної Німеччини в товариському матчі проти СРСР.  Влітку того ж року у складі збірної був учасником чемпіонату Європи 1972 року у Бельгії, здобувши того року титул континентального чемпіона. Там зіграв у двох матчах: в півфіналі з Бельгією (2:1) та фіналі з СРСР (3:0). 
Він грав за збірну до 1974 року, але через дисциплінарне покарання не був викликаний на чемпіонат світу 1974 року , куди поїхав його брат Гельмут. Всього протягом кар'єри у національній команді, яка тривала усього 3 роки, провів у формі головної команди країни 15 матчів, забивши 3 голи. При цьому тричі Ервін за збірну виходив разом зі своїм братом-близнюком: 1973 року в Ганновері проти Австрії (4:0) і в Гельзенкірхені проти Франції, та в 1974 році проти Угорщини (5:0) в Дортмунді .

## Титули і досягнення
- Володар Кубка ФРН (2):

«Кікерс» (Оффенбах): 1970
«Шальке 04»: 1971/72
- Чемпіон Європи (1):

1972

## Особисте життя
Має брата-близнюка Гельмута, разом з яким став першими близнятами, що грали у Бундеслізі.